# Point Blank (film, 2019)
Pour les articles homonymes, voir Point Blank.
Pour plus de détails, voir Fiche technique et Distribution.
Point Blank est un film américain réalisé par Joe Lynch et sorti en 2019. Écrit par Adam G. Simon, c'est un remake du film français À bout portant sorti en 2010. Il met en vedette Anthony Mackie, Frank Grillo, Marcia Gay Harden, Teyonah Parris, Boris McGiver et Markice Moore.
Il est diffusé sur Netflix le 12 juillet 2019.

## Synopsis
Abe Guevara, un criminel qui tente de rembourser une dette à un chef de gang nommé Big D. se retrouve impliqué dans une fusillade qui entraîne la mort du procureur Joshua Gregory. Poursuivi par la police, il est hospitalisé après avoir été percuté par une voiture. Son frère Mateo, désespéré de le libérer, kidnappe la femme enceinte d'un infirmier, Paul, et le force à l'aider à faire évader Abe.

## Distribution
- Anthony Mackie (VF : Jean-Baptiste Anoumon) : Paul Booker
- Frank Grillo (VF : David Krüger) : Abe Guevara
- Marcia Gay Harden (VF : Véronique Augereau) : le lieutenant Régina Lewis
- Teyonah Parris (VF : Corinne Wellong) : Taryn Booker
- Christian Cooke (VF : Tommy Lefort) : Mateo Guevara
- Boris McGiver (VF : Daniel Lafourcade) : Eric Masterson
- Markice Moore (VF : Philippe Bozo) : Big D
- Nick Pajic (VF : Jérémy Prévost) : Jones
- Adam G. Simon (VF : Raphaël Cohen) : l'agent de sécurité

## Production
Anthony Mackie et Frank Grillo se retrouvent de nouveau après Captain America : Le Soldat de l'hiver, Captain America: Civil War et Avengers: Endgame.